# NFL Most Valuable Player Award
Der NFL Most Valuable Player Award, auch NFL MVP oder NFL Player of the Year, ist eine Auszeichnung, die an den sportlich wertvollsten Spieler (Most Valuable Player kurz MVP) der National Football League (NFL) eines Jahres vergeben wird. Die Auszeichnung wird jährlich durch die amerikanische Sportpresse vorgenommen. Da zwischen den einzelnen Presseorganen selten Einigkeit über den besten Spieler einer Saison besteht, kann es in einem Jahr mehrere Sieger geben.  Die Tabelle berücksichtigt auch die bis 1970 voneinander unabhängigen Ligen American Football League (AFL) (jetzt American Football Conference (AFC)) und NFL (jetzt National Football Conference (NFC)), sowie die All-America Football Conference (AAFC).

## Preisträger

### Joe F. CarrTrophy
| Saison | Spieler        | Mannschaft          | Position      |
| ------ | -------------- | ------------------- | ------------- |
| 1938   | Mel Hein       | New York Giants     | Center        |
| 1939   | Parker Hall    | Cleveland Rams      | Halfback      |
| 1940   | Ace Parker     | Brooklyn Dodgers    | Halfback      |
| 1941   | Don Hutson     | Green Bay Packers   | Wide Receiver |
| 1942   | Don Hutson (2) | Green Bay Packers   | Wide Receiver |
| 1943   | Sid Luckman    | Chicago Bears       | Quarterback   |
| 1944   | Frank Sinkwich | Detroit Lions       | Halfback      |
| 1945   | Bob Waterfield | Cleveland Rams      | Quarterback   |
| 1946   | Bill Dudley    | Pittsburgh Steelers | Halfback      |

### United Press International
| Saison | Spieler           | Mannschaft          | Position       |
| ------ | ----------------- | ------------------- | -------------- |
| 1948   | Pat Harder        | Chicago Cardinals   | Fullback       |
| 1949   | nicht vergeben    | nicht vergeben      | nicht vergeben |
| 1950   | nicht vergeben    | nicht vergeben      | nicht vergeben |
| 1951   | Otto Graham       | Cleveland Browns    | Quarterback    |
| 1952   | nicht vergeben    | nicht vergeben      | nicht vergeben |
| 1953   | Otto Graham (2)   | Cleveland Browns    | Quarterback    |
| 1954   | Joe Perry         | San Francisco 49ers | Fullback       |
| 1955   | Otto Graham (3)   | Cleveland Browns    | Quarterback    |
| 1956   | Frank Gifford     | New York Giants     | Halfback       |
| 1957   | Y. A. Tittle      | San Francisco 49ers | Quarterback    |
| 1958   | Jim Brown         | Cleveland Browns    | Fullback       |
| 1959   | Johnny Unitas     | Baltimore Colts     | Quarterback    |
| 1960   | Norm Van Brocklin | Philadelphia Eagles | Quarterback    |
| 1961   | Paul Hornung      | Green Bay Packers   | Halfback       |
| 1962   | Y. A. Tittle (2)  | New York Giants     | Quarterback    |
| 1963   | Jim Brown (2)     | Cleveland Browns    | Fullback       |
| 1964   | Johnny Unitas (2) | Baltimore Colts     | Quarterback    |
| 1965   | Jim Brown (3)     | Cleveland Browns    | Fullback       |
| 1966   | Bart Starr        | Green Bay Packers   | Quarterback    |
| 1967   | Johnny Unitas (3) | Baltimore Colts     | Quarterback    |
| 1968   | Earl Morrall      | Baltimore Colts     | Quarterback    |
| 1969   | Roman Gabriel     | Los Angeles Rams    | Quarterback    |

### Associated Press
| Saison | Spieler                       | Mannschaft                          | Position                |
| ------ | ----------------------------- | ----------------------------------- | ----------------------- |
| 1957   | Jim Brown                     | Cleveland Browns                    | Runningback             |
| 1958   | Jim Brown (2)                 | Cleveland Browns                    | Runningback             |
| 1959   | Johnny Unitas                 | Baltimore Colts                     | Quarterback             |
| 1960   | Norm Van Brocklin             | Philadelphia Eagles                 | Quarterback             |
| 1961   | Paul Hornung                  | Green Bay Packers                   | Runningback             |
| 1962   | Jim Taylor                    | Green Bay Packers                   | Runningback             |
| 1963   | Y. A. Tittle                  | New York Giants                     | Quarterback             |
| 1964   | Johnny Unitas (2)             | Baltimore Colts                     | Quarterback             |
| 1965   | Jim Brown (3)                 | Cleveland Browns                    | Runningback             |
| 1966   | Bart Starr                    | Green Bay Packers                   | Quarterback             |
| 1967   | Johnny Unitas (3)             | Baltimore Colts                     | Quarterback             |
| 1968   | Earl Morrall                  | Baltimore Colts                     | Quarterback             |
| 1969   | Roman Gabriel                 | Los Angeles Rams                    | Quarterback             |
| 1970   | John Brodie                   | San Francisco 49ers                 | Quarterback             |
| 1971   | Alan Page                     | Minnesota Vikings                   | Defensive Tackle        |
| 1972   | Larry Brown                   | Washington Redskins                 | Runningback             |
| 1973   | O. J. Simpson                 | Buffalo Bills                       | Runningback             |
| 1974   | Ken Stabler                   | Oakland Raiders                     | Quarterback             |
| 1975   | Fran Tarkenton                | Minnesota Vikings                   | Quarterback             |
| 1976   | Bert Jones                    | Baltimore Colts                     | Quarterback             |
| 1977   | Walter Payton                 | Chicago Bears                       | Runningback             |
| 1978   | Terry Bradshaw                | Pittsburgh Steelers                 | Quarterback             |
| 1979   | Earl Campbell                 | Houston Oilers                      | Runningback             |
| 1980   | Brian Sipe                    | Cleveland Browns                    | Quarterback             |
| 1981   | Ken Anderson                  | Cincinnati Bengals                  | Quarterback             |
| 1982   | Mark Moseley                  | Washington Redskins                 | Placekicker             |
| 1983   | Joe Theismann                 | Washington Redskins                 | Quarterback             |
| 1984   | Dan Marino                    | Miami Dolphins                      | Quarterback             |
| 1985   | Marcus Allen                  | Los Angeles Raiders                 | Runningback             |
| 1986   | Lawrence Taylor               | New York Giants                     | Linebacker              |
| 1987   | John Elway                    | Denver Broncos                      | Quarterback             |
| 1988   | Boomer Esiason                | Cincinnati Bengals                  | Quarterback             |
| 1989   | Joe Montana                   | San Francisco 49ers                 | Quarterback             |
| 1990   | Joe Montana (2)               | San Francisco 49ers                 | Quarterback             |
| 1991   | Thurman Thomas                | Buffalo Bills                       | Runningback             |
| 1992   | Steve Young                   | San Francisco 49ers                 | Quarterback             |
| 1993   | Emmitt Smith                  | Dallas Cowboys                      | Runningback             |
| 1994   | Steve Young (2)               | San Francisco 49ers                 | Quarterback             |
| 1995   | Brett Favre                   | Green Bay Packers                   | Quarterback             |
| 1996   | Brett Favre (2)               | Green Bay Packers                   | Quarterback             |
| 1997   | Brett Favre (3) Barry Sanders | Green Bay Packers Detroit Lions     | Quarterback Runningback |
| 1998   | Terrell Davis                 | Denver Broncos                      | Runningback             |
| 1999   | Kurt Warner                   | St. Louis Rams                      | Quarterback             |
| 2000   | Marshall Faulk                | St. Louis Rams                      | Runningback             |
| 2001   | Kurt Warner (2)               | St. Louis Rams                      | Quarterback             |
| 2002   | Rich Gannon                   | Oakland Raiders                     | Quarterback             |
| 2003   | Peyton Manning Steve McNair   | Indianapolis Colts Tennessee Titans | Quarterback Quarterback |
| 2004   | Peyton Manning (2)            | Indianapolis Colts                  | Quarterback             |
| 2005   | Shaun Alexander               | Seattle Seahawks                    | Runningback             |
| 2006   | LaDainian Tomlinson           | San Diego Chargers                  | Runningback             |
| 2007   | Tom Brady                     | New England Patriots                | Quarterback             |
| 2008   | Peyton Manning (3)            | Indianapolis Colts                  | Quarterback             |
| 2009   | Peyton Manning (4)            | Indianapolis Colts                  | Quarterback             |
| 2010   | Tom Brady (2)                 | New England Patriots                | Quarterback             |
| 2011   | Aaron Rodgers                 | Green Bay Packers                   | Quarterback             |
| 2012   | Adrian Peterson               | Minnesota Vikings                   | Runningback             |
| 2013   | Peyton Manning (5)            | Denver Broncos                      | Quarterback             |
| 2014   | Aaron Rodgers (2)             | Green Bay Packers                   | Quarterback             |
| 2015   | Cam Newton                    | Carolina Panthers                   | Quarterback             |
| 2016   | Matt Ryan                     | Atlanta Falcons                     | Quarterback             |
| 2017   | Tom Brady (3)                 | New England Patriots                | Quarterback             |
| 2018   | Patrick Mahomes               | Kansas City Chiefs                  | Quarterback             |
| 2019   | Lamar Jackson                 | Baltimore Ravens                    | Quarterback             |
| 2020   | Aaron Rodgers (3)             | Green Bay Packers                   | Quarterback             |
| 2021   | Aaron Rodgers (4)             | Green Bay Packers                   | Quarterback             |
| 2022   | Patrick Mahomes (2)           | Kansas City Chiefs                  | Quarterback             |
| 2023   | Lamar Jackson (2)             | Baltimore Ravens                    | Quarterback             |
| 2024   | Josh Allen                    | Buffalo Bills                       | Quarterback             |

### Pro Football Writers Association
| Saison | Spieler             | Mannschaft           | Position      |
| ------ | ------------------- | -------------------- | ------------- |
| 1975   | Fran Tarkenton      | Minnesota Vikings    | Quarterback   |
| 1976   | Bert Jones          | Baltimore Colts      | Quarterback   |
| 1977   | Walter Payton       | Chicago Bears        | Runningback   |
| 1978   | Earl Campbell       | Houston Oilers       | Runningback   |
| 1979   | Earl Campbell (2)   | Houston Oilers       | Runningback   |
| 1980   | Brian Sipe          | Cleveland Browns     | Quarterback   |
| 1981   | Ken Anderson        | Cincinnati Bengals   | Quarterback   |
| 1982   | Dan Fouts           | San Diego Chargers   | Quarterback   |
| 1983   | Joe Theismann       | Washington Redskins  | Quarterback   |
| 1984   | Dan Marino          | Miami Dolphins       | Quarterback   |
| 1985   | Marcus Allen        | Los Angeles Raiders  | Runningback   |
| 1986   | Lawrence Taylor     | New York Giants      | Linebacker    |
| 1987   | Jerry Rice          | San Francisco 49ers  | Wide Receiver |
| 1988   | Boomer Esiason      | Cincinnati Bengals   | Quarterback   |
| 1989   | Joe Montana         | San Francisco 49ers  | Quarterback   |
| 1990   | Randall Cunningham  | Philadelphia Eagles  | Quarterback   |
| 1991   | Thurman Thomas      | Buffalo Bills        | Runningback   |
| 1992   | Steve Young         | San Francisco 49ers  | Quarterback   |
| 1993   | Emmitt Smith        | Dallas Cowboys       | Runningback   |
| 1994   | Steve Young (2)     | San Francisco 49ers  | Quarterback   |
| 1995   | Brett Favre         | Green Bay Packers    | Quarterback   |
| 1996   | Brett Favre (2)     | Green Bay Packers    | Quarterback   |
| 1997   | Barry Sanders       | Detroit Lions        | Runningback   |
| 1998   | Terrell Davis       | Denver Broncos       | Runningback   |
| 1999   | Kurt Warner         | St. Louis Rams       | Quarterback   |
| 2000   | Marshall Faulk      | St. Louis Rams       | Runningback   |
| 2001   | Kurt Warner (2)     | St. Louis Rams       | Quarterback   |
| 2002   | Rich Gannon         | Oakland Raiders      | Quarterback   |
| 2003   | Jamal Lewis         | Baltimore Ravens     | Runningback   |
| 2004   | Peyton Manning      | Indianapolis Colts   | Quarterback   |
| 2005   | Shaun Alexander     | Seattle Seahawks     | Runningback   |
| 2006   | LaDainian Tomlinson | San Diego Chargers   | Runningback   |
| 2007   | Tom Brady           | New England Patriots | Quarterback   |
| 2008   | Peyton Manning (2)  | Indianapolis Colts   | Quarterback   |
| 2009   | Peyton Manning (3)  | Indianapolis Colts   | Quarterback   |
| 2010   | Tom Brady (2)       | New England Patriots | Quarterback   |
| 2011   | Aaron Rodgers       | Green Bay Packers    | Quarterback   |
| 2012   | Adrian Peterson     | Minnesota Vikings    | Runningback   |
| 2013   | Peyton Manning (4)  | Denver Broncos       | Quarterback   |
| 2014   | Aaron Rodgers (2)   | Green Bay Packers    | Quarterback   |
| 2015   | Cam Newton          | Carolina Panthers    | Quarterback   |
| 2017   | Tom Brady (3)       | New England Patriots | Quarterback   |
| 2018   | Patrick Mahomes     | Kansas City Chiefs   | Quarterback   |
| 2019   | Lamar Jackson       | Baltimore Ravens     | Quarterback   |
| 2020   | Aaron Rodgers (3)   | Green Bay Packers    | Quarterback   |
| 2021   | Aaron Rodgers (4)   | Green Bay Packers    | Quarterback   |
| 2022   | Patrick Mahomes (2) | Kansas City Chiefs   | Quarterback   |
| 2023   | Lamar Jackson (2)   | Baltimore Ravens     | Quarterback   |
| 2024   | Lamar Jackson (3)   | Baltimore Ravens     | Quarterback   |

### Newspaper Enterprise Association
| Saison | Spieler                        | Mannschaft                          | Position                |
| ------ | ------------------------------ | ----------------------------------- | ----------------------- |
| 1955   | Harlon Hill                    | Chicago Bears                       | Wide Receiver           |
| 1956   | Frank Gifford                  | New York Giants                     | Runningback             |
| 1957   | Johnny Unitas                  | Baltimore Colts                     | Quarterback             |
| 1958   | Jim Brown                      | Cleveland Browns                    | Fullback                |
| 1959   | Charlie Conerly                | New York Giants                     | Quarterback             |
| 1960   | Norm Van Brocklin              | Philadelphia Eagles                 | Quarterback             |
| 1961   | Y. A. Tittle                   | New York Giants                     | Quarterback             |
| 1962   | Jim Taylor                     | Green Bay Packers                   | Runningback             |
| 1963   | Y. A. Tittle (2) Jim Brown (2) | New York Giants Cleveland Browns    | Quarterback Runningback |
| 1964   | Lenny Moore                    | Baltimore Colts                     | Halfback                |
| 1965   | Jim Brown (3)                  | Cleveland Browns                    | Fullback                |
| 1966   | Bart Starr                     | Green Bay Packers                   | Quarterback             |
| 1967   | Johnny Unitas (2)              | Baltimore Colts                     | Quarterback             |
| 1968   | Earl Morrall                   | Baltimore Colts                     | Quarterback             |
| 1969   | Roman Gabriel                  | Los Angeles Rams                    | Quarterback             |
| 1970   | John Brodie                    | San Francisco 49ers                 | Quarterback             |
| 1971   | Bob Griese                     | Miami Dolphins                      | Quarterback             |
| 1972   | Larry Brown                    | Washington Redskins                 | Runningback             |
| 1973   | O. J. Simpson                  | Buffalo Bills                       | Runningback             |
| 1974   | Ken Stabler                    | Oakland Raiders                     | Quarterback             |
| 1975   | Fran Tarkenton                 | Minnesota Vikings                   | Quarterback             |
| 1976   | Bert Jones                     | Baltimore Colts                     | Quarterback             |
| 1977   | Walter Payton                  | Chicago Bears                       | Runningback             |
| 1978   | Earl Campbell                  | Houston Oilers                      | Runningback             |
| 1979   | Earl Campbell (2)              | Houston Oilers                      | Runningback             |
| 1980   | Earl Campbell (3)              | Houston Oilers                      | Runningback             |
| 1981   | Ken Anderson                   | Cincinnati Bengals                  | Quarterback             |
| 1982   | Dan Fouts                      | San Diego Chargers                  | Quarterback             |
| 1983   | Joe Theismann                  | Washington Redskins                 | Quarterback             |
| 1984   | Dan Marino                     | Miami Dolphins                      | Quarterback             |
| 1985   | Walter Payton (2)              | Chicago Bears                       | Runningback             |
| 1986   | Phil Simms                     | New York Giants                     | Quarterback             |
| 1987   | Jerry Rice                     | San Francisco 49ers                 | Wide Receiver           |
| 1988   | Roger Craig                    | San Francisco 49ers                 | Runningback             |
| 1989   | Joe Montana                    | San Francisco 49ers                 | Quarterback             |
| 1990   | Warren Moon                    | Houston Oilers                      | Quarterback             |
| 1991   | Thurman Thomas                 | Buffalo Bills                       | Runningback             |
| 1992   | Emmitt Smith                   | Dallas Cowboys                      | Runningback             |
| 1993   | Emmitt Smith (2)               | Dallas Cowboys                      | Runningback             |
| 1994   | Steve Young                    | San Francisco 49ers                 | Quarterback             |
| 1995   | Brett Favre                    | Green Bay Packers                   | Quarterback             |
| 1996   | Brett Favre (2)                | Green Bay Packers                   | Quarterback             |
| 1997   | Barry Sanders                  | Detroit Lions                       | Runningback             |
| 1998   | Randall Cunningham             | Minnesota Vikings                   | Quarterback             |
| 1999   | Kurt Warner                    | St. Louis Rams                      | Quarterback             |
| 2000   | Marshall Faulk                 | St. Louis Rams                      | Runningback             |
| 2001   | Kurt Warner (2)                | St. Louis Rams                      | Quarterback             |
| 2002   | Rich Gannon                    | Oakland Raiders                     | Quarterback             |
| 2003   | Peyton Manning Steve McNair    | Indianapolis Colts Tennessee Titans | Quarterback Quarterback |
| 2004   | Peyton Manning (2)             | Indianapolis Colts                  | Quarterback             |
| 2005   | Shaun Alexander                | Seattle Seahawks                    | Runningback             |
| 2006   | LaDainian Tomlinson            | San Diego Chargers                  | Runningback             |
| 2007   | Tom Brady                      | New England Patriots                | Quarterback             |
| 2008   | Peyton Manning (3)             | Indianapolis Colts                  | Quarterback             |
| 2009   | Peyton Manning (4)             | Indianapolis Colts                  | Quarterback             |
| 2010   | Tom Brady (2)                  | New England Patriots                | Quarterback             |

### Sporting NewsNFL MVP Award
| Saison | Spieler                                      | Mannschaft                             | Position                |
| ------ | -------------------------------------------- | -------------------------------------- | ----------------------- |
| 1954   | Lou Groza                                    | Cleveland Browns                       | diverse                 |
| 1955   | Otto Graham                                  | Cleveland Browns                       | Quarterback             |
| 1956   | Frank Gifford                                | New York Giants                        | Runningback             |
| 1957   | Jim Brown                                    | Cleveland Browns                       | Fullback                |
| 1958   | Jim Brown (2)                                | Cleveland Browns                       | Fullback                |
| 1959   | Johnny Unitas                                | Baltimore Colts                        | Quarterback             |
| 1960   | Norm Van Brocklin                            | Philadelphia Eagles                    | Quarterback             |
| 1961   | Paul Hornung                                 | Green Bay Packers                      | Runningback             |
| 1962   | Y. A. Tittle                                 | New York Giants                        | Quarterback             |
| 1963   | Y. A. Tittle (2)                             | New York Giants                        | Quarterback             |
| 1964   | Johnny Unitas (2)                            | Baltimore Colts                        | Quarterback             |
| 1965   | Jim Brown (3)                                | Cleveland Browns                       | Runningback             |
| 1966   | Bart Starr                                   | Green Bay Packers                      | Quarterback             |
| 1967   | Johnny Unitas (3)                            | Baltimore Colts                        | Quarterback             |
| 1968   | Earl Morrall                                 | Baltimore Colts                        | Quarterback             |
| 1969   | Roman Gabriel                                | Los Angeles Rams                       | Quarterback             |
| 1970   | NFC – John Brodie AFC – George Blanda        | San Francisco 49ers Oakland Raiders    | Quarterback diverse     |
| 1971   | NFC – Roger Staubach AFC – Bob Griese        | Dallas Cowboys Miami Dolphins          | Quarterback Quarterback |
| 1972   | NFC – Larry Brown AFC – Earl Morrall (2)     | Washington Redskins Miami Dolphins     | Runningback Quarterback |
| 1973   | NFC – John Hadl AFC – O. J. Simpson          | Los Angeles Rams Buffalo Bills         | Quarterback Runningback |
| 1974   | NFC – Chuck Foreman AFC – Ken Stabler        | Minnesota Vikings Oakland Raiders      | Runningback Quarterback |
| 1975   | NFC – Fran Tarkenton AFC – O. J. Simpson (2) | Minnesota Vikings Buffalo Bills        | Quarterback Runningback |
| 1976   | NFC – Walter Payton AFC – Ken Stabler (2)    | Chicago Bears Oakland Raiders          | Runningback Quarterback |
| 1977   | NFC – Walter Payton (2) AFC – Craig Morton   | Chicago Bears Denver Broncos           | Runningback Quarterback |
| 1978   | NFC – Archie Manning AFC – Earl Campbell     | New Orleans Saints Houston Oilers      | Quarterback Runningback |
| 1979   | NFC – Ottis Anderson AFC – Dan Fouts         | St. Louis Cardinals San Diego Chargers | Runningback Quarterback |
| 1980   | Brian Sipe                                   | Cleveland Browns                       | Quarterback             |
| 1981   | Ken Anderson                                 | Cincinnati Bengals                     | Quarterback             |
| 1982   | Mark Moseley                                 | Washington Redskins                    | Kicker                  |
| 1983   | Eric Dickerson                               | Los Angeles Rams                       | Runningback             |
| 1984   | Dan Marino                                   | Miami Dolphins                         | Quarterback             |
| 1985   | Marcus Allen                                 | Los Angeles Raiders                    | Runningback             |
| 1986   | Lawrence Taylor                              | New York Giants                        | Linebacker              |
| 1987   | Jerry Rice                                   | San Francisco 49ers                    | Wide Receiver           |
| 1988   | Boomer Esiason                               | Cincinnati Bengals                     | Quarterback             |
| 1989   | Joe Montana                                  | San Francisco 49ers                    | Quarterback             |
| 1990   | Jerry Rice (2)                               | San Francisco 49ers                    | Wide Receiver           |
| 1991   | Thurman Thomas                               | Buffalo Bills                          | Runningback             |
| 1992   | Steve Young                                  | San Francisco 49ers                    | Quarterback             |
| 1993   | Emmitt Smith                                 | Dallas Cowboys                         | Runningback             |
| 1994   | Steve Young (2)                              | San Francisco 49ers                    | Quarterback             |
| 1995   | Brett Favre                                  | Green Bay Packers                      | Quarterback             |
| 1996   | Brett Favre (2)                              | Green Bay Packers                      | Quarterback             |
| 1997   | Barry Sanders                                | Detroit Lions                          | Runningback             |
| 1998   | Terrell Davis                                | Denver Broncos                         | Runningback             |
| 1999   | Kurt Warner                                  | St. Louis Rams                         | Quarterback             |
| 2000   | Marshall Faulk                               | St. Louis Rams                         | Runningback             |
| 2001   | Marshall Faulk (2)                           | St. Louis Rams                         | Runningback             |
| 2002   | Rich Gannon                                  | Oakland Raiders                        | Quarterback             |
| 2003   | Peyton Manning                               | Indianapolis Colts                     | Quarterback             |
| 2004   | Peyton Manning (2)                           | Indianapolis Colts                     | Quarterback             |
| 2005   | Shaun Alexander                              | Seattle Seahawks                       | Runningback             |
| 2006   | LaDainian Tomlinson                          | San Diego Chargers                     | Runningback             |
| 2007   | Tom Brady                                    | New England Patriots                   | Quarterback             |
| 2008   | Peyton Manning (3)                           | Indianapolis Colts                     | Quarterback             |
| 2009   | Peyton Manning (4)                           | Indianapolis Colts                     | Quarterback             |
| 2010   | Tom Brady (2)                                | New England Patriots                   | Quarterback             |
| 2011   | Aaron Rodgers                                | Green Bay Packers                      | Quarterback             |
| 2012   | Adrian Peterson                              | Minnesota Vikings                      | Runningback             |
| 2013   | Peyton Manning (5)                           | Denver Broncos                         | Quarterback             |
| 2014   | Aaron Rodgers (2)                            | Green Bay Packers                      | Quarterback             |
| 2015   | Cam Newton                                   | Carolina Panthers                      | Quarterback             |
| 2016   | Matt Ryan                                    | Atlanta Falcons                        | Quarterback             |
| 2017   | Tom Brady (3)                                | New England Patriots                   | Quarterback             |
| 2018   | Patrick Mahomes                              | Kansas City Chiefs                     | Quarterback             |
| 2019   | Lamar Jackson                                | Baltimore Ravens                       | Quarterback             |
| 2020   | Aaron Rodgers (3)                            | Green Bay Packers                      | Quarterback             |